# 361 Bononia
361 Bononia è un asteroide della fascia principale esterna, con un diametro medio di circa 141,72 km. Scoperto nel 1893, presenta un'orbita caratterizzata da un semiasse maggiore pari a 3,9560549 UA e da un'eccentricità di 0,2124452, inclinata di 12,63145° rispetto all'eclittica.
L'asteroide riprende il nome latino delle odierne città di Bologna in Italia e Boulogne-sur-Mer in Francia.
Appartiene alla famiglia degli asteroidi Hilda.